# Амбухиджананджиана
Амбухиджананджиана (на малгашки: Ambohidranandriana) е община (каоминина) в Мадагаскар, провинция Антанариву, регион Вакинанкарача, окръг Анцирабе II. Населението на общината през 2001 година е 11 448 души.